# Майкъл Портър
Майкъл Южѐн Портър, роден на 23 май 1947, е Бишоп-Уилям-Лоурънсов професор в Харвардското бизнес училище (HBS). Той е водещ авторитет по стратегия за компании и конкурентоспособност на нации и региони. Работата на Майкъл Портър е призната от много правителства, корпорации и академични кръгове в целия свят. Той председателства програмата на HBS, която е посветена на новоназначени изпълнителни директори (CEO-та) на много големи корпорации.

## Младежки години
Завършва авиоинженерство през 1969 г. Получава магистърска степен с високо отличие през 1971 г. от Харвардското бизнес училище (HBS), а през 1973 г. и докторска степен по бизнес икономика от същия университет.
Дълги години поддържа интереси в областта на естетиката, музикалния бизнес и изкуствата, занимава се с проблемите в стратегията на арт организациите. Основава своя консултантска фирма Monitor.

## Кариера
Майкъл Портър е автор на 18 книги и многобройни статии, включително Конкурентна стратегия, Конкурентно предимство, Конкурентното предимство на нациите. Шест кратен носител на наградата Маккензи за статия на годината в Харвард Бизнес Ревю. Професор Портър е най-цитираният автор в бизнеса и икономиката.
Майкъл Портър е общопризнат като баща на модерната стратегия и като най-влиятелният мислител в областта на управлението и конкурентоспособността. Неговата работа променя разбиранията за конкурентоспособността, икономическото развитие, икономически проблемните градски общности, политиката за околната среда и ролята на корпорациите в обществото.
Напоследък Майкъл Портър посвещава времето си в търсене на причините за належащите проблеми в предоставянето на здравни грижи в САЩ и други страни, и решаването им.
През 1980 г. публикува книгата си Конкурентна стратегия. Техники за анализ на индустрии и конкуренти. Целта на тази книга, според самия Портър, е да допринесе за разработване на стабилна държавна политика по отношение на конкуренцията. В книгата се проследяват пътищата, по които дадена фирма би могла да се конкурира по-ефективно, за да заздрави пазарните си позиции. „Подобна стратегия задължително се оформя в контекста на правилата на играта на социално дирижирано и търсено конкурентно поведение, изградено на основата на етични стандарти посредством последователна правителствена политика. Правилата на играта не биха могли да постигнат желания ефект, ако не отразяват вярно стратегическите реакции на бизнеса спрямо конкурентните заплахи и възможности“ – пише авторът. Конкурентна стратегия е книгата, претърпяла 63 издания и е преведена на 19 езика. На български език е публикувана през 2010 г. от издателство Класика и Стил.
През 1994 г. Майкъл Портър е основал три големи организации с нестопанска цел: Initiative for a Competitive Inner City – ICIC, които се занимават с икономическото развитие в усложнените градски общности. Също така е член на Борда на настоятелите в университета в Принстън.
През 2000 г. Майкъл Портър е обявен за Harvard University Professor, което е най-високото професионално признание, което може да се присъжда на преподавател в Харвард.
Майкъл Портър е един от основателите на консултантската фирма The Monitory Group. През 2013 г. Monitor е продадена на Deloitte Consulting чрез посредством структурирана процедура за фалит.
През 2009 г. Майкъл Портър е удостоен с почетна степен от McGill University.
Неговите основни академични цели се фокусират върху това как дадена фирма може да изгради конкурентно предимство или конкурентна стратегия; конкурентоспособност на нации, региони и градове, както и решение на редица социални проблеми. Той също е и старши член на The Strategic Management Society. Един от най-значимите му приноси е петте сили (five forces). Стратегическата система на Портър се състои основно от:
- Competitive advantage
- Porter five forces analysis
- strategic groups (наричани също стратегически мрежи)
- the value chain
- the generic strategies of cost leadership, product differentiation, and focus
- the market positioning strategies of variety based, needs based, and access based market positions
- global strategy
- Porter's clusters of competence for regional economic development
- Diamond model
- Porter's four corners model

## Конкурентното предимство на нациите[4]
В книгата „Конкурентното предимство на нациите“ Портър обяснява източниците на устойчивия просперитет в съвременната глобална икономика. Макар книгата да е построена на равнището на нацията, същата рамка може и вече с лекота се прилага на ниво регион, държава и град. Мисленето и политиката дотогава са се фокусирали главно върху макроикономическите условия за растеж и благосъстояние, но Портър съсредоточава вниманието си върху микроикономичските основи. Правителството е централното действащо лице в по-голямата част от литературата, като авторът осветлява ролята, изпълнявана от компаниите.
Според Портър богатството се управлява от производителността, или стойността, създавана за ден работа, за долар инвестиран капитал и за единица от използваните физически ресурси на нацията. Корените на производителността се крият в националната и регионалната конкурентна среда, уловена в рамка, която графично се изобразява като ромб с четири основни страни. Метафората за „ромба“ е често срещана при позоваването на теорията. „Ромбът“ отпраща информацията, стимулите, конкурентния натиск и достъпа до подкрепящи фирми, институции, инфраструктура и натрупани прозрения и умения към място, което поддържа производителността и нейния ръст в определени области.